# Pany
Pany (toponimo tedesco) è una frazione di 566 abitanti del comune svizzero di Luzein, nella regione Prettigovia/Davos (Canton Grigioni).

## Storia
Già comune autonomo che comprendeva anche le frazioni di Gadenstätt e Rosenberg, nel 1892 è stato aggregato al comune di Luzein assieme agli altri comuni soppressi di Buchen e Putz; Pany è la frazione più popolosa del comune, del quale ospita la sede municipale e le scuole.

## Monumenti e luoghi d'interesse
- Chiesa riformata, eretta nel 1705[1].

## Società

### Evoluzione demografica
L'evoluzione demografica è riportata nella seguente tabella:
Abitanti censiti